# Саврушка (приток Малого Черемшана)
Саврушка (тат. Саурыш, чув. Саврăш) — река в России, протекает по Татарстану. Устье реки находится в 158 км от устья Малого Черемшана по левому берегу. Длина реки составляет 21 км. Площадь водосборного бассейна — 102 км².

## Этимология
Название происходит от чувашского (ранее булгарского) çавра (круглый), çаврăн (крутиться).

## Данные водного реестра
По данным государственного водного реестра России, Саврушка относится к Нижневолжскому бассейновому округу. Водохозяйственный участок реки — Большой Черемшан от истока и до устья. Речной бассейн Саврушки — Волга от верхнего Куйбышевского водохранилища до впадения в Каспий.
Код объекта в государственном водном реестре — 11010000412112100005114.